# 42. Jahrhundert v. Chr.
Portal Geschichte | Portal Biografien | Aktuelle Ereignisse | Jahreskalender | Tagesartikel

◄ |
6. Jt. v. Chr. |
5. Jahrtausend v. Chr. | 4. Jt. v. Chr.  ►

◄ |
44. Jh. v. Chr. |
43. Jh. v. Chr. |
42. Jahrhundert v. Chr. |
41. Jh. v. Chr. |
40. Jh. v. Chr. |
►
Das 42. Jahrhundert v. Chr. begann am 1. Januar 4200 v. Chr. und endete am 31. Dezember 4101 v. Chr. Dies entspricht dem Zeitraum 6150 bis 6051 vor heute oder dem Intervall 5337 bis 5269 Radiokohlenstoffjahre.

## Zeitalter/Epoche
- Spätes Atlantikum (AT3), Unterstufe 1 (4550 bis 4050 v. Chr.), mit erneut ansteigenden Wasserständen.
- Jungneolithikum in Mitteleuropa.

## Entwicklungen, Erfindungen und Entdeckungen
- Sumer: Übergangsphase von der Obed-Zeit (LC-1 bzw. Uruk XVI bis Uruk XIV) zur Frühen Uruk-Zeit (frühes LC-2 bzw. Uruk XII, Beginn zirka 4200 v. Chr.).
- Um 4200 v. Chr.:
  - In Ai Bunar (Bulgarien) und in Rudna Glava (Serbien) werden die ältesten bekannten Kupferbergwerke betrieben.
  - In Dänemark belegen Gewebereste die Nadelbindung.

## Archäologische Kulturen

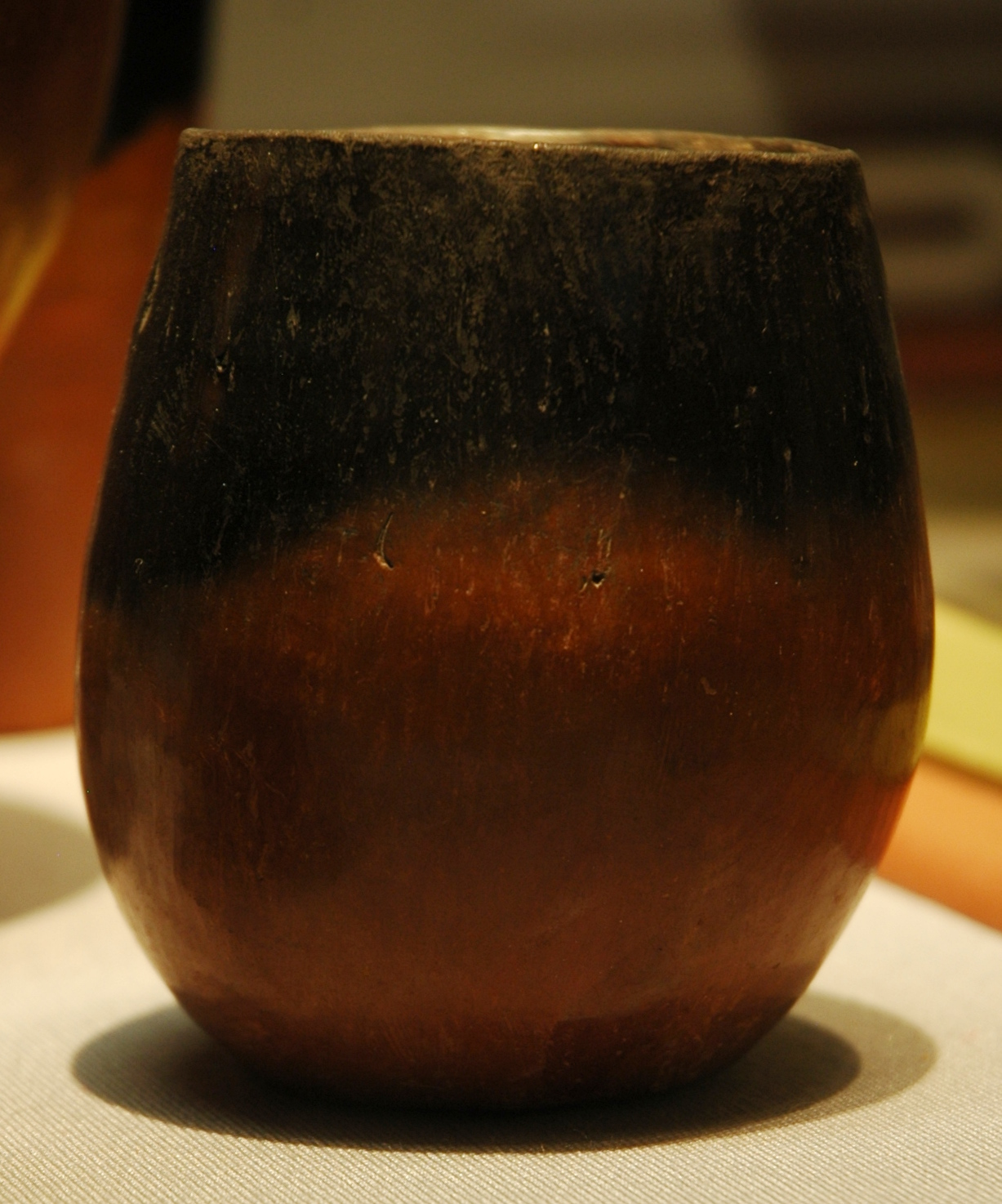
Naqada-I-Keramik

### Kulturen in Nordafrika
- Tenerium (5200 bis 2500 v. Chr.) in der Ténéré-Wüste mit Fundstätte Gobero.

### Kulturen in Ägypten
- In Oberägypten besteht die Badari-Kultur (4400 bis 4000 v. Chr.).
- Naqada-Kultur (Naqada I – 4500 bis 3500 v. Chr.).

### Kulturen in Mesopotamien und im Nahen Osten
- Obed-Kultur in Mesopotamien (5500 bis etwa 3500 v. Chr.) – Obed III.
- Tappe Sialk (6000 bis 2500 v. Chr.) im Iran – Sialk III.
- Amuq (6000 bis 2900 v. Chr.) in der Türkei – Amuq D.
- Mersin (5400 bis 2900 v. Chr.) in Anatolien – Mersin 16.
- Eridu (ab 5300 bis ca. 1950 v. Chr.) in Mesopotamien – Eridu 11-9.
- Tappa Gaura (5000 bis 1500 v. Chr.) im Norden Mesopotamiens – Tappa Gaura 17-14 bzw. XI bis Xa/b.
- Ninive (ab 6500 v. Chr.) im Norden Mesopotamiens – Ninive 3.
- Tall Leilan in Syrien – VI b.
- Susa im Iran – 23-27.
- Arslantepe in der Türkei – VIII.
- Tell Hammam et-Turkman in Syrien – Va.

### Kulturen in Ostasien
- China:
  - Dadiwan-Kultur (5800 bis 3000 v. Chr.), oberer Gelber Fluss
  - Baiyangcun-Kultur (5000 bis 3700 v. Chr.)
  - Yangshao-Kultur (5000 bis 2000 v. Chr.), Zentral- und Nordchina
  - Caiyuan-Kultur (4800 bis 3900 v. Chr.)
  - Majiabang-Kultur (4750 bis 3700 v. Chr.), unterer Jangtsekiang
  - Hongshan-Kultur (4700 bis 2900 v. Chr.), Nordostchina
  - Daxi-Kultur (4400 bis 3300 v. Chr.), mittlerer Jangtsekiang
- Korea:
  - Frühe Jeulmun-Zeit (6000 bis 3500 v. Chr.)
- Japan:
  - Jōmon-Zeit (10000 bis 300 v. Chr.) – Frühste Jōmon-Zeit – Jōmon II (8000 bis 4000 v. Chr.)

### Kulturen in Europa
- Nordosteuropa:
  - Memel-Kultur (7000 bis 3000 v. Chr.) in Polen, Litauen und Belarus
  - Die Grübchenkeramische Kultur (4200 bis 2000 v. Chr.) setzt ein (jedoch Radiokarbondatierung: 5600 bis 2300 v. Chr.)
  - Narva-Kultur (5300 bis 1750 v. Chr.) in Estland, Lettland und Litauen
- Osteuropa:
  - Kurgan-Kulturen (5000 bis 3000 v. Chr.) in Kasachstan und Osteuropa (Russland, Ukraine)
  - Dnepr-Don-Kultur (5000 bis 4000 v. Chr.) in der Ukraine und in Russland
  - Sredny-Stog-Kultur (4500 bis 3500 v. Chr.) nördlich des Asowschen Meeres
- Südosteuropa:
  - Cucuteni-Kultur (4800 bis 3200 v. Chr.) in Rumänien, Moldawien und in der Ukraine – Beginn der Frühen Phase A/B (4200 bis 4000 v. Chr.)
  - Gumelniţa-Kultur (4700 bis 3700 v. Chr.) in Rumänien und Moldawien – Phase Gumelniţa A2 (4500 bis 3950 v. Chr.)
  - Die Warna-Kultur (4400 bis 4100 v. Chr.) in Bulgarien verschwindet am Ende des 42. Jahrhunderts
  - Boian-Kultur in Rumänien und Bulgarien (4300 bis 3500 v. Chr.) – Phase II – Giuleşti-Phase, 4200 bis 4100 v. Chr.
- Mitteleuropa (Jungneolithikum – 4400 bis 3500 v. Chr.):
  - Die Bandkeramische Kultur (5600 bis 4100 v. Chr.) in Frankreich, Belgien, Deutschland, Österreich, Tschechien, Polen, Slowakei, Ungarn, Rumänien und Ukraine verschwindet am Ende des Jahrhunderts
  - Ende der Ertebølle-Kultur (5100 bis 4100 v. Chr.) in Dänemark und Norddeutschland mit Auslaufen des Jahrhunderts
  - Lengyel-Kultur (4900 bis 3950 v. Chr.) in Ungarn, Österreich und Tschechien
  - Tiszapolgár-Kultur (4500 bis 4000 v. Chr.) in Ungarn und in der Slowakei
  - Rössener Kultur  (4500/4300 bis 3500 v. Chr.) in Ostdeutschland
  - Gaterslebener Kultur (4300 bis 3900 v. Chr.) in Ostdeutschland
  - Jordansmühler Kultur (4300 bis 3900 v. Chr.) im östlichen Mitteleuropa
  - Beginn der Trichterbecherkultur (4200 bis 2800 v. Chr.) im nördlichen Mitteleuropa,
  - der Aichbühler Gruppe (4200 bis 4000 v. Chr.) in Süddeutschland,
  - der Schussenrieder Gruppe (4200 bis 3700 v. Chr.) in Südwestdeutschland und der
  - Baalberger Kultur (4200 bis 3100 v. Chr.) in Mitteldeutschland
- Westeuropa:
  - Chassey-Lagozza-Cortaillod-Kultur (4600 bis 2400 v. Chr.) in Frankreich, Schweiz und Italien
  - Megalithkulturen:
    - Frankreich (4700 bis 2000 v. Chr.)
    - Malta – Rote-Skorba-Phase (4400 bis 4100 v. Chr.).
- Nord- und Zentralamerika:
  - Archaische Periode.
  - Coxcatlán-Phase (5000–3400 v. Chr.) in Tehuacán (Mexiko)
- Südamerika:
  - Chinchorro-Kultur (7020 bis 1500 v. Chr.) in Nordchile und Südperu.
  - Mittlere Präkeramik (7000 bis 4000 v. Chr.) im Norden Chiles. Unterstufen Alto Barranco und Alto Aguada entlang der Pazifikküste und Rinconada im Hinterland.